# Eleccions legislatives moldaves de 2010
Les eleccions legislatives moldaves de 2010 se celebraren el 28 de novembre de 2010 per a renovar els 101 diputats del Parlament de Moldàvia.

## Resultats electorals
Resultats de les eleccions al Parlament de la República de Moldàvia de 28 de novembre de 2010.
| Partits i coalicions                                           | Partits i coalicions                               | Vots      | %      | +/−    | Escons | Canvi |
| -------------------------------------------------------------- | -------------------------------------------------- | --------- | ------ | ------ | ------ | ----- |
|                                                                | Partit dels Comunistes de la República de Moldàvia | 676.291   | 39'29  | −5'40  | 42     | -6    |
|                                                                | Partit Liberal Democràtic de Moldàvia              | 505.638   | 29'38  | +12'81 | 32     | +14   |
|                                                                | Partit Democràtic de Moldàvia                      | 218.861   | 12'72  | +0'18  | 15     | +2    |
|                                                                | Partit Liberal                                     | 171.445   | 9'96   | −4'72  | 12     | -3    |
|                                                                | Partit Aliança Moldàvia Nostra                     | 35.240    | 2'05   | −5'30  | 0      | -7    |
|                                                                | Moviment Acció Europea                             | 21.109    | 1'23   | —      | 0      | =     |
|                                                                | Partit Humanista de Moldàvia                       | 15.454    | 0'90   | +0'90  | 0      | =     |
|                                                                | Partit Nacional Liberal                            | 11.096    | 0'64   | +0'64  | 0      | =     |
|                                                                | Partit Socialdemòcrata de Moldàvia                 | 10.136    | 0'59   | −1'27  | 0      | =     |
|                                                                | Partit Popular Democristià                         | 9.054     | 0'53   | −1'38  | 0      | =     |
|                                                                | Moldàvia Unida                                     | 8.183     | 0'48   | +0'48  | 0      | =     |
|                                                                | Per la Nació i el País                             | 5.199     | 0'30   | +0'30  | 0      | =     |
|                                                                | Moviment Gitano de la República de Moldàvia        | 2.388     | 0'14   | +0'14  | 0      | =     |
|                                                                | Partit Conservador                                 | 2.086     | 0'12   | +0'12  | 0      | =     |
|                                                                | Partit Popular Republicà                           | 2.004     | 0'12   | +0'12  | 0      | =     |
|                                                                | Partit Republicà de Moldàvia                       | 1.854     | 0'11   | +0'11  | 0      | =     |
|                                                                | Igualtat                                           | 1.782     | 0'10   | +0'10  | 0      | =     |
|                                                                | Patriotes de Moldàvia                              | 1.572     | 0'09   | +0'09  | 0      | =     |
|                                                                | Partit Ecologista de Moldàvia "Aliança Verda"      | 1.373     | 0'08   | −0'33  | 0      | =     |
|                                                                | Partit Laborista                                   | 875       | 0'05   | +0'05  | 0      | =     |
|                                                                | Independents                                       | 19.517    | 1'13   | +1'13  | 0      | =     |
| Total (participació 59,10%)                                    | Total (participació 59,10%)                        | 1.721.157 | 100'00 | —      | 101    |       |
| Font: alegeri.md Arxivat 2010-07-05 a Wayback Machine., cec.md |                                                    |           |        |        |        |       |